# 親任式

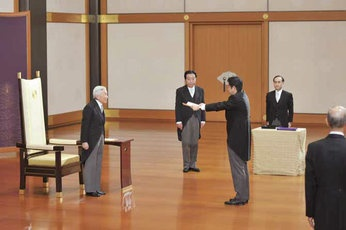
2012年（平成24年）12月26日、当時の天皇明仁による、野田第3次改造内閣総辞職に伴う安倍晋三の内閣総理大臣任命式（左から明仁、野田佳彦、安倍）

親任式（しんにんしき）は、日本の天皇（摂政及び国事行為臨時代行を含む）が国の要職者を任命するための儀式である。他国における君主による同様の儀式の訳語としても用いられる。
なお、内閣総理大臣の親任式に関しては、国会衆議院では1948年（昭和23年）3月10日の芦田均の任命以降、官報における国会事項欄には「親任式」でなく、「内閣総理大臣任命式（ないかくそうりだいじんにんめいしき）」又は「内閣総理大臣の任命式（ないかくそうりだいじんのにんめいしき）」という表記を使用している。

## 概説

### 大日本帝国憲法
大日本帝国憲法（旧憲法）および内閣官制下においては天皇が一定の地位・階級以上の官吏（親任官という）を直接任命する儀式であった。
旧憲法第10条の規定により、文武官は全て天皇が任免するが、その辞令の交付の形式は官等により異なり、必ずしも天皇が親しく授けるものではない。
1. 親任式は宮中（皇居）において行なわれ、親任式の当日、任官者は参内し、内閣総理大臣（内閣総理大臣の任官のときは他の国務大臣または内大臣）は官記を奉じて便殿に参進し、御座の左方に侍立する。
2. 天皇の出御があり、任官者は御前に参進する。
3. 天皇から任官者に勅語を賜り、内閣総理大臣（内閣総理大臣の任官のときは他の国務大臣または内大臣）は官記を任官者に授ける。
4. ついで任官者は退出し、天皇の入御があり、式が終る（皇室儀制令）。
5. 親任式で任ずる官の官記には、天皇の親署ののち、御璽が鈐され、内閣総理大臣が年月日を記入し、副署する。
6. 内閣総理大臣を任ずる官記には、他の国務大臣または内大臣が年月日を記入し、副署する（公式令14条1項、2項）。
7. 宮中の都合によって親任式が行なわれない場合には天皇の親書があり、かつ御璽が鈐された官記が任官者に交付されることによって親任式の任命が行なわれる。

### 日本国憲法

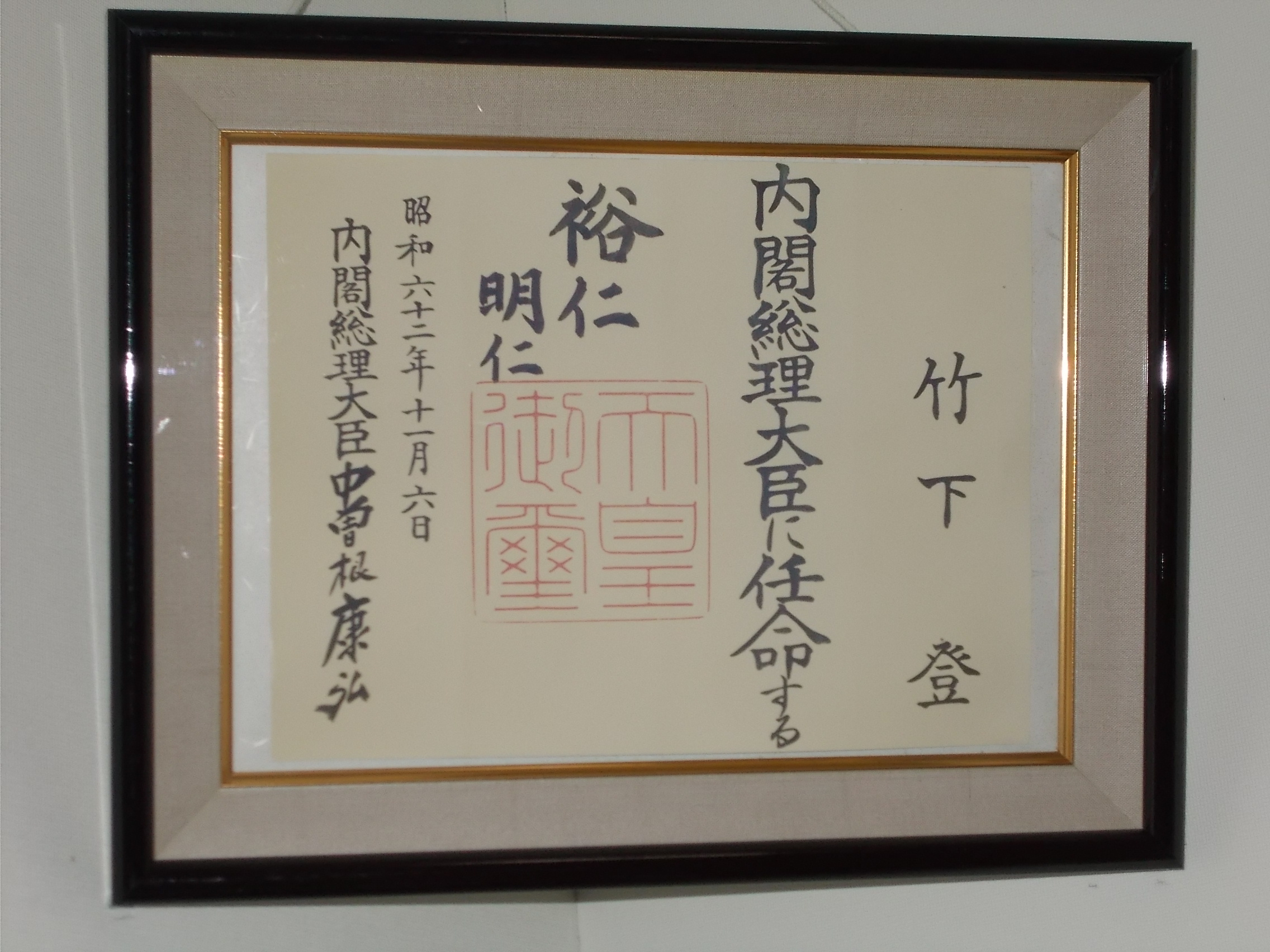
竹下登の内閣総理大臣任命の官記。昭和天皇の国事行為臨時代行に伴い、皇太子明仁親王による御名御璽となっている

日本国憲法（現憲法）下においては、天皇から任命される官の対象が三権の長のうちの二者である内閣総理大臣と最高裁判所長官に絞られ、その任命行為は「国事行為」の一つとされている（現憲法第6条）。
同憲法の施行に伴い「親任官・勅任官・判任官」などの区分制度が廃止となったため、天皇から親任されるこの二者を「親任官」と呼ぶことはなく、また、同憲法及び法令には「この儀式を親任式と称する」旨の明文規定もないが、儀式の名称は旧例を踏襲してそのまま「親任式」と称している。
表記については、報道等では「首相親任式」のような形式をとることもあるが、正式には、誰のための式であるかに拘わらず単に「親任式」という。
親任式では、天皇から任命する旨の勅語があったのち、内閣総理大臣の任命であれば前内閣総理大臣から、最高裁判所長官の任命であれば内閣総理大臣から、官記が手交される。ただし、内閣総理大臣の再任の場合は前国務大臣から官記が手交される。内閣総理大臣の任命には、衆議院議長と参議院議長が参列する。
現憲法下の親任式については、原則として宮中（皇居正殿松の間）で執り行われる。ただし、皇居以外の例としては、一例だけ昭和天皇が静養先の那須御用邸（栃木県）で1966年（昭和41年）8月6日に第4代最高裁判所長官の横田正俊の親任式を執り行った例がある。
内閣総理大臣に就任するためには親任式において天皇からの任命を受けなければならない。つまり、議院内閣制の下で国会での内閣総理大臣指名選挙(首班指名)を経ただけでは「内閣総理大臣」に就任したとは言えない。
先の実例では、第91代内閣総理大臣福田康夫は、国会での首相指名は2007年（平成19年）9月25日、皇居での親任式は翌26日に行われたが、この場合の在任の始期（前首相安倍晋三の在任の終期）は9月26日となる。この場合、天皇（当時：第125代明仁）はすでに内閣総辞職している安倍晋三首相（第1次安倍改造内閣）の助言で福田康夫を新首相（福田康夫内閣）に任命したことになる。
なお、国務大臣、特命全権大使など、旧憲法下で天皇からの任命を受ける親任官とされていたものの一部は、日本国憲法第7条第5号の規定により天皇から「任免の認証」を受ける対象とされており、一括する呼称としては「認証官」を用い、その認証の儀式は「認証官任命式」と呼ばれる。